# Xabiyya
La xabiyya (àrab: شعبية, xaʿbiyya; en plural شعبيات, xaʿbiyyāt) fou una divisió administrativa de Líbia. Literalment, es podria traduir com ‘popularat’, ja que xaabí significa ‘popular’, però de fet equivalia a ‘municipi’ o ‘districte’.

## Etimologia
El terme en àrab pot significar tant ‘popularitat’ com la forma femenina de l'adjectiu ‘popular’, ‘nacional’, també ‘populista’ i ‘folklòric’. El govern libi va usar el sentit de ‘popular’ o ‘del poble’ per a anomenar els districtes de Líbia, seguint la ideologia oficial de l'estat. Les xabiyyes eren les circumscripcions territorials administratives de primer nivell. Per sota, les xabiyyes es dividien en unitats inferiors, equivalents a les comarques.

## Líbia
El terme xabiyya és un neologisme que només s'ha emprat a Líbia i que cal posar en relació amb la terminologia pròpia i original de tota l'administració de l'estat durant el règim gaddafià: jamahiriyya per a república, amana per a ministeri i ‘oficina del poble’ per a ambaixada, termes tots ells que no es troben en cap altre país de llengua àrab amb aquests significats.
L'accés al poder del general Moammar al-Gaddafi en 1969 no va alterar la divisió de Líbia en governacions o muhàfadhes. Tanmateix, la proclamació de la revolució popular en 1973 implicà una reforma administrativa del país que es va centrar en els municipis o baladiyyes i va implicar la desaparició de les muhàfadhes. En 1983, en una nova reforma, les baladiyyes foren reanomenades xabiyyes, en el marc ideològic del ‘govern de les masses’ que propugnava el règim de Gaddafi.
Les xabiyyes es dividien en mutàmar xabí assassí o ‘congressos populars de base’, que eren la més petita subdivisió administrativa líbia, equivalents aproximadament al municipi o al veïnat.
El sistema de xabiyyes i congressos populars de base fou canviat de nou per un sistema de baladiyyes després de la Revolució de 2011 i el derrocament del règim gaddafià.